# ۲۰ ربیع‌الثانی
۲۰ ربیع‌الثانی، بیستمین روز از ماه ربیع‌الثانی در تقویم هجری قمری است.
در تقویم هجری قمری قراردادی این روزصد و نهمین روز سال است.